# 陰謀論のオシゴト
『陰謀論のオシゴト』（原題: Inside Job）は2021年からNetflixにて配信されているアメリカ合衆国の大人向けWebアニメシリーズである。
『怪奇ゾーン グラビティフォールズ』や『魔法が解けて』で脚本を担当したシオン・タケウチが原案を担当し、『グラビティフォールズ』のクリエイターであるアレックス・ハーシュがタケウチと共に製作総指揮を務めている。

## あらすじ
パート1
世間で噂されるあらゆる陰謀論が実在する世界で、闇の政府機関「コグニート社」に勤務する科学者レーガンが日々の人間関係に悩みつつ、絶え間なく起こる世界の危機を招きかねない騒動を解決するため奔走する日常を描く。
パート2
父親であるランドの策略により、本来自分が就くはずだったコグニートの新たなCEOの座を奪われたレーガンは復讐を試みるが、そんなさなか出会ったイルミナティに務める男性ロンに惹かれるようになり、復讐より自分の幸せを追求する生き方を目指そうと考える。またもや陰謀論にまつわる騒動に日々対処しつつ、誇りに思っている世界を救う仕事か理想の相手と目指す自身の幸福、彼女はどちらを選ぶのか…。

## 登場人物
キャラクターの声優表記は、日 / 米の順。

### 主な登場人物
レーガン・リドリー（Reagan Ridley）
声 - 清水理沙 / リジー・キャプラン
本作の主人公である科学者。30歳。13歳の若さでMITにてトップの成績を取るほどの天才的頭脳を活かした発明でコグニート社に貢献してきたが、対人スキルが壊滅的なのが欠点。自分ほどこの仕事に熱意を注ごうとしない同僚たちの態度にウンザリしている一方で、個人的な都合で会社の技術を利用してトラブルを起こすこともある。時に自分の行動に関して善悪や倫理観の揺らぎを感じ不安に駆られることもあるものの、根は友人との関係や職場環境の改善などを気にかける思いやりある性格をしている。恋愛経験はあるが学生時代以来まともな恋人ができたことは無いようで、「ミス・無慈悲な正直者」として知られるほど冷酷なまでの率直さで様々な相手と破局してきたらしい。とあるトラウマのせいでハグを迫られると反射的に相手を殴ってしまう。母親のタミコからはアスペルガー症候群を疑われている。子供の頃の将来の夢は「LEGOの宇宙飛行士になって、火星でイン・シンクと結婚する」こと。あるエピソードでは「ノスタルジアは単なる気の迷い」「脳が当時の記憶を歪めている」と言っている反面、自身が学生時代にプロムで着用した『スペース・ジャム』のワンピースには今でも思い入れがあり、周りをうんざりさせるほど。パート2では本来自分がJRの後を継ぎコグニートのCEOになるはずだった座をランドに横取りされてしまい彼への復讐を企むも、ザ・ギャングはそれに協力する素振りを見せず出鼻を挫かれる。その後ブレットの勧めでストレスフルな秘密結社の従業員のためのサポートグループ「匿名の匿名の会(通称アノンアノン)」に参加し、そこで知り合ったロン・スタッドラーと口論になったのをきっかけに自分だけでランドを妨害することを企むも、作戦を決行するため訪れたボヘミアン・グローブの場でまたも彼と遭遇し、衝突するうちに徐々に打ち解けていき復讐より自分の幸せを目指す生き方について考え始める。偶然出会ったロンと始めた関係は最初は軽い付き合いだと思っていたものの、交流を続けていくうちに彼と本格的な恋愛関係を築きたいという思いが強まっていき、少々強引な手段にも出るようになってしまう。仕事と恋愛、どうにかして二つを両立した幸せな将来を目指せないものかと模索する彼女だったが、最後には覚悟を決めて大きな決断を果たす。
ランド・リドリー（Rand Ridley）
声 - 梅津秀行(中務貴幸) / クリスチャン・スレーター
レーガンの父親。かつてはJRと共にコグニート社を取り仕切っていた優秀な科学者だったがクビになってしまい、現在は復讐として闇の政府の目論見を暴こうとしょっちゅうJRを脅しながら過ごしている。自分はレーガンにとって良い父親だと思っているが、幼少期から彼女の未熟さを嘲笑する態度と子育てのため発明したガジェットでことあるごとにトラウマを植えつけ、今も彼女の気を惹くため騒ぎの原因を作るなどの問題行動を繰り返すせいで親子関係は良好ではない。JRとの賭けで「くだらなすぎて誰も信じない陰謀論」として地球平面説を広めた。かつてタミコと共に月へ低重力セックスの旅に赴いた際はコロニー中に梅毒を広めたらしい。80年代にはロナルド・レーガン大統領の脳の衰えに備え、人間の記憶にアクセスできる装置を「プロジェクト・ジェリービーン」として開発した。パート2ではレーガンを自分がコグニートに復帰するための保険として扱っていた策略が成功したことで会社のCEOに成り上がるも、基本的に別れたタミコとのヨリを戻すためなどの私利私欲のためにコグニートの技術やリソースを乱用する暴君っぷりを見せる。ついに闇の評議会の怒りに触れた際は、かつてコグニート社創設と引き換えに評議会により使用することを禁じられた「プロジェクト・リブート」のマシンを使い自身の理想の人生を手に入れようとするが…。
ブレット・ハンド（Brett Hand）
声 - KENN/ クラーク・デューク
昇進しチームリーダーになったレーガンの対人スキルを補うためコグニート社にやって来た新人。イェール大を好成績で卒業しロビイストとして活動していたところ、たまたま出会ったJRに気に入られ(拉致される形で)採用された。能天気でノリが良くどこか抜けているが、悩みを抱えた人を相手にしたときは自ら相談に乗るなど心優しい一面もある。裕福な家庭で育ったものの、両親が気にかけるのは優秀な兄たちや姉だけという子供時代を過ごしたせいで、自分が周りの人から好かれていないと気が済まない、愛に飢えた性格になってしまった。入社当初から同僚たちとは「ザ・ギャング」としてすぐ馴染めた一方、彼の挙動を不審に思ったレーガンとは衝突するが、二人でロボタスの野望を食い止めたことで信頼関係が芽生え、それ以降彼女とはBFF (ビジネス・フレンド・フォーエバー)と呼び合う仲になった。時折余計なことを言ってしまうこともあるものの、親友としてレーガンの幸せを大事に考えており、どんな時でも彼女を側で支える。パート2では工芸、とりわけパペット作りが趣味だというのが明かされ、子供の頃から「ブレットのハンドパペット」という工房を持つのが夢だったが、父親にはハンド家の恥だと言われてしまい実現には至らなかった。しかし、クリスマスに作ったパペットのリトル・ブレット（Lil Brett）が思わぬ活躍を見せる。好きなコメディアンはデイン・クックで、お気に入りのアーティストはピットブル。また、『シュレック2』のアルバムからカウンティング・クロウズの曲"Accidentally In Love"を毎日聴いているらしい。
JR・シャインポー（J.R. Scheimpough）
声 - 中根徹 / アンディ・デリー
レーガンたちに仕事を言い渡すコグニート社のCEO。「世界一の金と権力を持つ男になる」という慎ましい夢(本人談)を実現させるため、コグニートを支配下に置く闇の評議会に成り上がることを目指している。実はカツラだったり、ED気味だったり、サオの形が奇妙だったりなどの個人的な悩みをランドに脅しに使われたときにはかなり応えていた様子を見せた。維持費のかかる私物のヨットをクラーケンに破壊させて保険金を狙ったり、会社の年金基金を横領してリゾート地を売却し民宿を始めようとしたりと自身の利益になることなら手段は選ばない。日本語吹替版では「ガチョーン」「ナイスですね」など時折オヤジ臭いフレーズを発することもある。パート1終盤で評議会に会社の金を不正利用したことがバレてしまい存在を消された人間が送られるという「影の監獄X」に追放されるも、パート2ではボヘミアン・グローブにおけるマンハントの獲物として駆り出され、レーガンとロンの起こした騒動に乗じて自由の身になる。その後会社に返り咲く日を伺いながらコグニート社内に隠れ住んでいたが、報復として彼のデスクに脱糞を繰り返したことでランドによって居場所を突き止められ、彼の提案でインターンとして正式に復帰する。年の割に見ている方の気が散るほど筋骨隆々な肉体を維持しており、映画『カザーン』のポスターを始めマンデラ効果が起きた際に備え、元のタイムラインの記憶をタトゥーとして身体中に刻んでいる。ランドが再び「プロジェクト・リブート」を発動させた際は彼の暴走を止めるためザ・ギャングと共にマシンの置いてある場所を目指すが、新たに作られたタイムラインで幸せに過ごせる可能性に気づき始め…。
ジジ・トンプソン（Gigi Thompson）
声 - 福原綾香 / ティシャ・キャンベル
広報およびメディア操作部門を担当する女性。国家を監視するためセルフィーを考案した。多くの有名人と仕事をしてきた経歴があり、カーダシアンとジョンウン、ふたりのキムの広報係として活動したり、コグニートのリソースを利用し死を偽装する「ゴースト・プロトコル」で2パックとビギーをはじめとする平穏な生活を望むセレブを"殺し"たりなど経験豊富。日本語吹替版では「チョベリグ」「うれピー！」など一昔前のギャル語を交えて話すことが多い。密かにイルミナティに転職することを夢見ており履歴書を送った回数は100回を超えるらしいが、それでもまるで相手にされないことを気にしている。
グレン・ドルフマン（Glenn Dolphman）
声 - 吉田勝哉 / ジョン・ディマジオ
政府のスーパー兵士計画に協力し、半分人間、半分イルカのイルカ人間になった軍人。好物は生魚。典型的な愛国主義者で、すぐに暴力でカタをつけようとする。一見肥満体な体型をしているが水中では驚くべき俊敏さを発揮し、時には他の海の生きものを呼び寄せ力を借りるといったこともできる。妻のドローレス(声 - 杏寺円花 / )とは離婚しているものの、一ヶ月に一回一時間、セラピスト同伴のもと彼女に怒鳴られるという条件を守らされている。本人は認めたがらないが異性だけでなく同性にも惹かれるらしく、マイクによって考えを読まれた結果、入社したての新人であるブレットに「ラブずっきゅん」な想いを抱いたり、自分がザ・ギャングの全員と寝る夢を見たことを暴露された。
アンドレ・リー（Dr. Andre Lee）
声 - 谷口悠 / ボビー・リー
バイオケミカル部門のヘッドを務める、数多くの治療薬と病気を作ってきた化学者。韓国系。医者として化学物質の調合をしたり、映画の真似をして行き当たりばったりで手術をしたりなどして活躍を見せる。グレンのイルカ化手術も執刀した。セックスに目が無い上あらゆる類のドラッグの常用者で、シラフになるとかえって何もできなくなってしまう。シラフになった際の呟き曰く、啓蒙なクリスチャンの家で育ち、昔は詩を詠み脚本家になる夢を持っていたらしい。そんな暮らしを続け23歳まで童貞だったが、そこで自分を解き放ってくれたのがドラッグだったという。しかし、時に自分が単なるヤク中だと周りから扱われることを快く思っていない。
マジック・マイク（Magic Myc）
声 - 中務貴幸 / ブレット・ゲルマン
地球の地下に広がる空洞からやって来た人間大のサイキック・キノコ。本名はマイク・セリウム（Myc Cellium）。他人の考えを読めるほか、6本の触手(全てペニス)から排泄される粘液はコグニート社の記憶消去装置に使われている。常に他人を小馬鹿にしたような態度の口の悪い皮肉屋だが、自分の悪態は芸術だとある程度それにプライドを持っている様子。アンドレとは悪友としてよくつるんでいるが基本的にザ・ギャングのメンバーの中でも信用が無い。しょっちゅう罵詈雑言を浴びせる一方で、レーガンのことを恋愛対象として意識しているような素振りも見せる。日本語吹替版では一人称は「オレっち」(時折「キノっち」とも)、「ぴえん」「きゅんです」などの流行語をしょっちゅう口にするなどかなり砕けた口調になっている。パート2ではかつて自分が過ごしていたキノコたちの群生地「ハイブ」の同窓会に出席することになり、学生時代はそのサイキックパワーの強さゆえに周りの人々の考えが筒抜けで、自分を本当に好きな人など存在するのだろうかと悩み周りに馴染めなかったという。「きのこの里」というポッドキャストをやっている。
ロン・スタッドラー（Ron Staedtler）
声 - 宮崎遊 / アダム・スコット
イルミナティで10年間に渡り人の記憶を消す仕事を続けてきた男性。大学時代は陰謀論者で「混沌とする世界を救える天才たちの集団が密かにいるはず」と信じてきたが、闇の政府の連中も表の政府と同等にろくでなしばかりという実情を知って落胆し、さらに自分だけが秘密を抱えたまま他の人々の記憶を消すという自らの仕事を不道徳で無意味だと思っている。レーガンとは「匿名の匿名の会」で知り合ったばかりの時はお互いに突っかかっていったものの、その後ボヘミアン・グローブで自分達の務める政府のトップを妨害する際に遭遇してから意気投合し、徐々に彼女と親密な関係を築いていく。しかし自分とレーガンの幸せには、そもそも影の政府で働くこと自体が妨げになっていると感じ彼女にとある提案を持ち出す。日本語吹替版での普段の一人称は「俺」だが、カトリック教会の教皇を洗脳するための強化装置の光線を自ら浴びてしまった際は、子供の頃カトリックを信仰していた影響もあって罪悪感が増幅して弱気になり、一人称が「ぼくちん」に変わってしまっていた。

### その他の登場人物
ロボタス（ROBOTUS）/ アルファベータ（Alpha-Beta）
声 - 中野泰佑 / クリス・ディアマントポロス
コグニート社が操るため支持していた大統領があまりに無能だったため、本物と入れ替えるためにレーガンが人生を賭けて開発したロボットのレプリカ。入れ替え任務そのものは順調に成功したものの、JRに恥をかかせるためランドが行ったリプログラミングにより、カメラのフラッシュが要因でAIに突如自我が芽生えるシンギュラリティが発生。設定されていた愛国心が暴走しアメリカを巨大な立方体で世界から隔離する「アメリキューブ」計画を実施しようとする。事態収拾のため駆けつけたレーガンが、愛国心を萎えさせるため彼をインターネットに接続(主にFacebook)したことで難を逃れるものの、今度は人間の醜さを知ったことで核兵器を利用し全人類の抹殺を試みる。その後ブレットの協力もありレーガンに今度こそ倒されるが、まだ使い道があると考えた彼女により上半身だけになりつつ「アルファベータ・バージョン」として拘束された上で生かされることに。囚われてからも虎視眈々と全人類大虐殺の機会を伺いつつ、徐々にレーガンの相談相手としての関係を築いていく。ネットに接続されず、監視カメラの映像ばかり見ていてもつまらないからというレーガンの心意気で『フレンズ』を勧められたところドハマりし、登場人物の中でもとりわけジョーイは全人類を滅ぼしても彼だけは生かしておきたいという愛着を見せた。パート2ではさらに出番の幅を広め、支持の獲得からキャリアを潰すスキャンダルまでブレットの選挙のあれこれに関わる立役者になったり、「プロジェクト・リブート」の影響をモニタリングできる現実スキャナーとしても活躍を見せる。会社のトレーニングルームに形成されたホログラムの中でデート中のタミコの相手をランドに任された際は、相手をしているうちに予測不可能なところが決め手となり彼女に惚れ込んでしまう。
タミコ・リドリー（Tamiko Ridley）
声 - 葉瀬ふみの / スージー・ナカムラ
レーガンの母親。ランドと離婚し、その体験談をもとに官能小説を執筆し作家として成功。若い男を取っ替え引っ替えする悠々自適な生活を送っている。ランドへの当てつけも兼ねて、自分自身との再婚をするための結婚式を挙げたことも。パート2では何度も自分とヨリを戻そうとするランドに付き合うも大抵無惨な結果に終わってしまう。
ベア・オー（Bear-O）
声 - 岡田雄樹/
ランドが自分の代わりにレーガンをハグさせるために作ったクマの顔をした大柄なロボット。レーガンが幸せになることを最重要事項として捉えており、その任務を遂行するためなら場合によっては障害となる存在を抹殺することも厭わず、破壊不可能なほどの頑丈さを誇るボディで突き進む。
グラシー・ノエル・アトキンソン（Grassy Noel Atkinson）
声 - 大下昌之 / アレックス・ハーシュ
ジョン・F・ケネディ大統領を暗殺したベテランの殺し屋。エイリアンとセックスしたケネディの体内に卵が埋め込まれたため、その孵化を防ぐため彼を殺害したという。最近の暗殺は人の繋がりが希薄だと嘆いている。近頃仕事はすっかり受けていないもののコグニート社の中でも多くの人々から慕われていて、レーガンが彼をクビ候補にした際はザ・ギャングからブーイングが挙がった。普段の狙撃はブレブレになってしまっているが、ここぞという時には現役時代ばりの命中率を見せる。
エリオット・モスマン（Elliot Mothman）
声 - 高橋英則 / ロン・ファンチズ
コグニート社の「ヒト以外の従業員管理部(Inhuman Resources)」で異種族間のコミュニケーションに関する研修などを行っている蛾人間。本音では早く修士号を取得してこんな会社からおさらばしたいと思っている。明るい光に目がなく、会社中の電球を盗み収集してしまうなど自覚がありながらも依存症に悩んでいる。パート2では「匿名の匿名の会」の進行役やコグニート社のハロウィンパーティーでDJを担当する姿も見せた。
ケイト（Kate）
声 - 葉瀬ふみの / チェリ・オテリ
コグニート社のクローン部門を担当する従業員。彼女の顔にはクローンの腫瘍としてもう一つ顔が生えており、こちらの顔はおすそわケイト（DupliKate）と呼ばれている。
闇の評議会（The Shadow Boards）
評議員長の声 - 岡田雄樹 /
コグニート社をはじめ全人類の動向を監視しつつ、世界を裏で牛耳っている謎に満ちた評議会。議員たちは黒いローブを羽織って仮面を着用しており、その正体は人間なのかすら不明。人類が初めて社会を形成したその時から設立され、大いなる力をもって人類を人類そのものから守るという大義のため、熱帯雨林の火事や疫病を引き起こすなどのあらゆる形で人類の歴史に関与してきた。レーガンを自分たちのパートナーとして受け入れようとするも、その裏には別の目的があるようで…。

### パート1
ブライアン・ジェイコブセン（Bryan Jacobsen）
声 - 時永ヨウ / ウィリアム・ジャクソン・ハーパー
コグニート社が恐喝のネタになる個人情報目当てで買収した出会い系アプリ「ライトスワイプ」を通じてレーガンが知り合った、貧しい子供たちにプログラミングの指導をしている32歳の一般男性。人当たりの良い性格で自ら積極的に彼女に歩み寄るものの、レーガンとロボレーガンの戦いに巻き込まれ、彼女がロボット版の自分を捨てたという事実が気にかかり別れることを選択。その後記憶を消すためコグニートの回収チームに身柄を確保された。
ブライアンボット（Bryan-Bot）
レーガンが本物のブライアンとデートする前に練習台として作られたロボットのレプリカ。彼女に都合の良いように設定変更ができるが、レーガンが徐々に自分のことを面倒だと思ってきたことを感じ取り、アップデートと称し自らロボレーガンを作りあげた。しかし起動したロボレーガンには見向きもされず、あっさり倒され機能停止した。レーガンと過ごしていく中でビットコインにどっぷりハマり、ロボットなのに糖尿病(本人曰く予備軍)になった。
ロボレーガン（Robo-Reagan）
声 - 清水理沙 / リジー・キャプラン
ブライアンボットが本物のレーガンを見かねて作ったロボットのレプリカ。しかし見た目や声は瓜二つでも自分を疑うことを知らない極度の自信家として性格が設定されており、本物に成り代わりブライアンとの恋を成就させようと企む。露出度の高い衣装と大胆な行動でブライアンに迫りつつ、全身に仕込んだ武装でレーガンを追い詰める。ちなみに本物と同じく地球で一番エロい場所は「博物館」だと思っている。
サマー・フレンズ（Summer Friends）
80年代で時が止まったままになっている町、スティル・バレーで過ごしている仲良し4人組の子供たち。記憶喪失になったマイクと出会い振り回されることになる。
ケヴィン（Kevin）
声 - 阪口大助 /
4人組におけるリーダー格の普通の少年。記憶喪失だというマイクを宇宙から来たエイリアンだと思い込み、彼を自宅に匿い手助けする…も、最後には彼の横暴っぷりに愛想を尽かし、勢いづけた自転車のカゴから月夜へ向けて彼を投げ飛ばした。
チャーリー（Charlie）
声 - 河村梨恵 /
4人組における紅一点の男っぽい名前の少女。マイクにお菓子をあげるなどして歩み寄るも、最後には「政府に手足を切られろ！」とマイクに叫んだ。
アシュリー（Ashley）
声 - 川井田夏海 /
4人組における知識担当の女っぽい名前の少年。ぽっちゃりしたメガネ姿が特徴で、手元のポケット百科事典の知識を頼りにマイクとの交流を試みる。
ラマー（Lamar）
声 - 時永ヨウ /
4人組で唯一黒人の少年。彼のヒーローにちなんで「OJ」というあだ名でも呼ばれている。マイクに対して「子供時代の魔法が台無しだ！」と叫んだ。
レイフ・マスターズ（Rafe Masters）
声 - 星野貴紀 / ジョシュ・ロバート・トンプソン
MI6所属のハンサムで気取り屋なエージェント。名乗るときは「マスターズ、レイフ・マスターズ」と仰々しく言うのがお約束。飲み物はなんでもステアせずシェイクで飲みたがる。酒の勢いで一夜を共にしてしまったレーガンに対し、彼女の気持ちはお構いなしに恋人(というよりストーカー)のような執着を見せる。格闘戦では周りにあるものやガジェットを利用し次から次へと迫ってくる刺客を難なく倒すが、スパイの癖に全く隠密できていないド派手な登場をしがち。何かと性的なニュアンスを匂わせる言葉選びで周りをうんざりさせるが、宿敵であるドクター・スカルフィンガーとは似通うものがあるのか運命の相手と言えるほど相性が良い。日本語吹替版では他人を呼び止める際に決まって「ちょ待てよ！」と言う。
ドクター・スカルフィンガー（Doctor Skullfinger）
声 - 北田理道 / ザカリー・クイント
レイフ・マスターズの宿敵である悪のマッドサイエンティスト。ドクロ型の肩パッドが付いた黒づくめのコートに眼帯、そして名前の通り手の小指にドクロのオブジェを着用している。レーガンのガジェットのおかげもありレイフに計画を阻止され投獄された後は、ヨガに刺繍、『ブリティッシュ・ベイクオフ』のイッキ見を満喫していた。レイフに自分のことを忘れさせたいレーガンに助言をしつつ、彼女に悪の素質を見出す。
ジュディ判事（Judge Judy）
声 - 小飯塚貴世江 /
普段は人間に擬態しリアリティ番組の判事として活躍しているレプトイド。レーガンが他人とハグをするため装備していたロボットアームが不具合を起こし、レプトイドの重役の両腕を引きちぎってしまった事件の裁判を担当する。判決後は多くのレプトイドたちによるグループハグのセラピーから発展した乱交に参加した。
グウィネス・パルトロウ（Gwyneth Paltrow）
声 - 杏寺円花 / ニコル・サリバン
タミコの結婚式に司会進行役として呼ばれたセレブ。ランドがけしかけたフラットアーサー集団により式を中断させられる。
ジェフ・ベゾス（Jeff Bezos）
声 - 大下昌之 /
会場となっているJRのヨットに興味を示し、タミコの結婚式に現れた大富豪の実業家。彼のヨットへの購買意欲を煽るためブレットが扮した富豪「ジョフリー・ゲーム・オブ・スローンズ」に対して世界一の金持ちの座を巡り対抗意識を燃やす。騒ぎをやり過ごすためトイレに篭っていたら、クラーケンに船ごと呑み込まれ「だからトイレ休憩は認めたくないんだ！」と残して海の藻屑と消えた。
バズ・オルドリン（Buzz Aldrin）
声 - 加藤亮夫 /
人類で2番目に月面着陸した宇宙飛行士。地球から独立し独自の文明を築いていく中、ニール・アームストロングが乱交中に命を落としたことをきっかけに「性体験を成功体験に変えよう」という思いで画期的な技術の詰まった月面都市「ムーントピア」設立に至った。ランドとは因縁があるようで、タミコと寝たこともあるらしい。自分たち月の住民の優位性を地球に示すため、月を地球の周回軌道から外すという計画を秘密裏に練っている。
メルヴィン・スチュープウィッツ（Melvin Stupowitz）
声 - / ヘンリー・ウィンクラー
地球に帰還したバズ・オルドリンを演じ続けてきたクライシスアクター。この役に思い入れがあり、コグニート社の意向で役を降ろされそうになった際は自分が偽物のバズであることを認めた暴露本を出したり、脳改造されたエージェントのジミー・ファロンなどの刺客からひたすら逃げたりとただでは済ませなかった。
オプラ・ウィンフリー（Oprah Winfrey）
声 - 高乃麗 / デブラ・ウィルソン
世間ではTV番組のホストとして知られている一方、実はイルミナティのトップを務める一人としても暗躍している女性。闇の評議会の一員に選ばれるためJRと命懸けで競い合う。
ジャスティン・ティンバーレイク（Justin Timberlake）
声 - 濱野大輝 /
イン・シンクのリード・シンガーを務めた人気アーティスト。レーガンの「将来の夢」を実現するためベア・オーに拉致されたらしく、気がついたら他のメンバーと共にアルバム"No Strings Attached"のジャケットを再現した状態でレーガンのラボに拘束されていた。

### パート2
ディートリック・クルーゲ（Dietrich Kluge）
声 - /
秘密結社イルミナティを率いるリーダー格の男性でランドにとって不倶戴天の敵。コグニートのことを見下しており、自分たちの方が世間に知られているため「ブランド力」があると思っている。ボヘミアン・グローブで開催される権力闘争ゲームでは毎回コグニートを倒してきた実力の持ち主。ランドをベビーブーマーと煽るも、ランド曰く1000年は生きているらしい。
キアヌ・リーヴス（Keanu Reeves）
声 - 時永ヨウ /
過去から現在に至るまで様々なヒット映画に出演し、大らかで人当たりの良い人柄もあって大人気なハリウッドのスター俳優にしてタミコの新しい彼氏。タミコの書いた小説の映画化作品で主演を務めることになり、彼女とは「ココ」「ヌーヌー」とあだ名で呼び合うほど仲睦まじいカップルになった。しかしその正体は人間の血を吸って何百年も若さを保ちながら生き永らえているヴァンパイアで、タミコの命が危険に晒されていると予感したレーガンと壮絶な格闘戦を繰り広げる。
プッシー・ポッセ（The Pussy Posse）
キアヌに対抗するため映画を撮影することにしたランドが共演者としてディカプリオを出演させたいと言い出し、彼を連れてくることを命じられたブレットが出会った、かつてレオとつるんでいた伝説的なプレイボーイ集団。メンバーはトビー・マグワイア、デビッド・ブレイン、ルーカス・ハース、Qティップ。レオがオスカーを受賞してからというものの彼とつるむことも無くなりすっかり落ちぶれ、自分たちが他人からレオに会うための駒にされがちなことを嘆いている。「ブレイヴ・ブレットフォードスタイン」という偽名を使い近づいてきたブレットのおかげで女性を人として尊重することを学び、その成長した姿を見せるためレオとその新たな連れたちに対峙する。
レオナルド・ディカプリオ（Leonardo DiCaprio）
声 - /
世界的に有名な俳優であり、他の仲間と比べてもとりわけ若い女性の血に飢えているヴァンパイア。不老不死を捨てようとするキアヌが原因で自分たちが歳を取らないことが世間にバレることを危惧し、他のヴァンパイア俳優たちと共に彼とタミコを始末しようとするも、映画撮影のために使った若返り血清(の副作用)の効果で赤ん坊になってしまったランドの年老いた血をレーガンが彼とその仲間に輸血したことで、急激に歳を取り灰と化した。
ハンド・ファミリー（Hand Family）
ブレットの家族であるエリート揃いの上流階級一家。基本的にブレットのことは家族で唯一の落ちこぼれだと杜撰な扱いをしている。
ミスター・ハンド（Mr. Hand）
声 - /
ハンド家の父親で、自分の子供たちの功績に応じて兄弟間の順位を決める年間ランキングを家族の伝統行事にしている。
ミセス・ハンド（Mrs. Hand）
声 - 葉瀬ふみの /
ハンド家の母親。飼い犬のマフィーを子犬を出産したことからブレットよりも高くランク付けすることを提案した。
ジャグ・ハンド（Jagg Hand）
声 - 岡田雄樹 /
ハンド家の長男。上院議員当選を目指しパトリオットニュースで活躍するブレットを利用しようとするが、ランドの思惑もあってむしろ彼と当選を競い合うことになる。
タフ・ハンド（Taff Hand）
声 -  /
ハンド家の長女。モデルの契約を捨て趣味である子供の脳外科手術に専念する道を選んだ。
マット・ハンド（Matt Hand）
声 -  /
ハンド家の次男。法律事務所のパートナーを務めている。
シュルーズベリー（Shrewsbury）
声 -  /
ハンド家の執事。子供の頃のブレットの世話や彼への労いの言葉を贈るときなど、何かとハンド家の人々に代わりを任せられている。
エア・バディ（Air Bud）
「プロジェクト・リブート」が発動した事件により、映画『エア・バディ』がドキュメンタリー映画だったタイムラインからやって来たバスケットボールが得意なゴールデン・レトリバー。レーガンにザ・ギャングのリーダーを任されたブレットはその愛らしさから彼を庇おうとするが、このままでは犬がバスケで人間を淘汰し、あらゆる分野で犬が活躍していく結果親指が発達し、人類に反旗を翻す未来が訪れると告げられ正常なタイムラインを取り戻すため彼を殺すことを迫られてしまう。しかしそれでも他の可能性を諦めきれないブレットは…。

## 舞台設定
コグニート社（Cognito Inc.）
日本語吹替版での名称はコグニート・インク。かつてに比べ世界を支配するには容易でなくなった世の中で、影の支配者たちの要望に応えるため設立された機関。天候操作や有名人のクローン製造、サブリミナルメッセージをはじめとするメディア操作など事業内容は多岐に渡る。社名は「匿名」を意味する単語"incognito"のもじり。
レプトイド
普段は擬態して人間社会に溶け込んでいる、変幻自在のヒト型爬虫類。コグニート社は彼らに多額の資金援助をしてもらう代わりに、地球温暖化による気温の上昇を放置している。好物はネズミや虫で、生き血を啜るのも好む。自分たちにより寛大な社会を作るため、密かにメディアを通じプロパガンダを行なっている。(『シェイプ・オブ・ウォーター』や『大乱闘スマッシュブラザーズ』におけるキングクルールの参戦などもその一環。)代表的な顔ぶれはマーク・ザッカーバーグ、エレン・デジェネレス、ポール・ラッド、テイラー・スウィフトなど。
スティル・バレー（Still Valley）
1984年に思考停止物質を散布する実験が行われた結果、住民の生活や価値観が80年代で止まってしまったワイオミング州の町。アメリカ中の危険なリコール品を売り捌く場としてコグニート社に利用されており、時代の変化を住民に勘付かれないよう定期的に「ノスタルジア・マックス」というケムトレイルを撒く必要がある。まさに80年代の映画そのままのような世界観が広がっているが、白人以外に対して人種差別的だったり、教師から生徒への体罰が奨励されていたりと今の価値観を通して見ると褒められない点も多い。
地球
人類をはじめとする様々な生命と、数多くの陰謀論が蠢いている太陽系第三惑星。平面説を唱える声もあるものの、実際には核に空洞が広がっている構造をしていて、モグラ人間やクラーケンなどの海の怪物といった存在が潜んでおり、その核へ繋がる入り口はコグニート社が管理している。また、海底に沈んだアトランティスは今も健在でその様子は宇宙からはっきり見えるほどだが、NASAが大金を費やし衛星写真を加工することで極秘にされている。軌道上にはTwitterやRedditなどの人工衛星が見受けられる。
月
地球の衛星。地球上での性行為はやり尽くしたと考えスペース・セックス実現を目指したケネディにより宇宙開発が行われ、月へ宇宙飛行士が送られたものの、カジュアルセックスの魅力に取り憑かれた飛行士たちは地球への帰還を拒否しアメリカから独立。国のイメージ失墜を恐れたアメリカは月を敵国認定し、地球に帰還した飛行士たちを演じるクライシスアクターとキューブリックを雇い偽の月面着陸映像を制作させて対処した。当初はセックス・カルトとして始まったコミューンは発展を続け月面に巨大都市「ムーントピア」を築くまでに至った。ここで過ごす人々は「月の言葉」として何かと「ムーン」(吹替版では「つき」も含む)を言葉の節々にくっつけて話したがる。クレーターは月の原生生物ムーンワームによるもので、月の影にはムーン・ナチスがいるらしい。
ボヘミアン・グローブ
世界を密かに支配する6つのソサエティ(コグニート、イルミナティ、レプトイド、アトランティス人、カトリック教会、そしてインセイン・クラウン・ポッシー率いるジャガロ集団)が毎年集結する「バーニングマン」的な大規模な野外フェス。ここで行われる様々な競技を通した権力闘争ゲームの勝敗はそれぞれのソサエティの威厳に大きく影響する。
イルミナティ
万事を見通し万事を知り尽くす、世界的に有名な秘密結社。コグニートとは長年ライバル関係にある。トップの主な顔ぶれはリーダー格のディートリック・クルーゲに加え、オプラ・ウィンフリー、ジェイ・Z、ビヨンセ、リン=マニュエル・ミランダなどがいる。
ヴァンパイア
若い女性の血を糧に何百年も若さを保ちながら生きている吸血鬼。ハリウッドのスター俳優の中に多く存在し、その不老不死には俳優のカリスマ性を利用しメッセージを発信したいイルミナティの意図も一枚噛んでいる。キアヌやディカプリオの他に劇中に登場したのはニコラス・ケイジ、ラリー・デヴィッド、ブラッドリー・クーパー、ジョニー・デップ、ブラッド・ピット、そして全く隙を見せない者としてトム・クルーズが言及されている。
ハイブ（Hive）
地球の核の空洞に100万年前から存在するサイキック・キノコたちの群生地。このハイブのキノコたちはとある隕石に付着していた菌として地球にやってきて、マジックマッシュルームとして育ったそれらを口にした類人猿はその精神作用により新たな意識を解き放ち、ハイになった効果で進化を重ね、人類が地球の支配者にしてキノコの捕食者へと成長した要因になったという。そんな人類によって地底へ追いやられたキノコたちは恨みを抱き、いつか人類を転覆させることを夢見て過ごしている。キノコたちはサイキックということで他人の考えを読むのはもちろんのこと、多くのキノコたちが意識を一体にすれば現実と見紛う幻覚を見せることもできる。
マンデラ効果
不特定多数の人間が事実と違う記憶を共有しているという都市伝説だが、実は若かりし頃のランドとJRが「プロジェクト・リブート」という計画のもと開発した、本来はタイムマシンを意図して作られたマシンの影響により、現実が改変され新たなタイムラインが生み出された結果起こっている現象。別のタイムラインへと飛ばされるのを防ぐには、時間に抵抗する性質を備えたアルミ箔でできた帽子を被る必要がある。

## エピソード一覧

### パート1
| #  | サブタイトル                   | 原題                        | 配信日         |
| -- | ------------------------------ | --------------------------- | -------------- |
| 1  | 前代未聞の大統領               | "Unpresidented"             | 2021年10月22日 |
| 2  | クローン作戦大暴走             | "Clone Gunman"              | 2021年10月22日 |
| 3  | ハ虫類の高貴な青い血           | "Blue Bloods"               | 2021年10月22日 |
| 4  | ロボットで恋のシミュレーション | "Sex Machina"               | 2021年10月22日 |
| 5  | 80年代よ、再び                 | "The Brettfast Club"        | 2021年10月22日 |
| 6  | 地球平面説と結婚式             | "My Big Flat Earth Wedding" | 2021年10月22日 |
| 7  | ゴースト・プロトコル           | "Ghost Protocol"            | 2021年10月22日 |
| 8  | 興ざめ                         | "Buzzkill"                  | 2021年10月22日 |
| 9  | スパイ探し                     | "Mole Hunt"                 | 2021年10月22日 |
| 10 | レーガンの頭の中               | "Inside Reagan"             | 2021年10月22日 |

### パート2
| # | サブタイトル                     | 原題                                      | 配信日         |
| - | -------------------------------- | ----------------------------------------- | -------------- |
| 1 | グルーヴするよりグローブで仕返し | "How Reagan Got Her Grove Back"           | 2022年11月18日 |
| 2 | ワオな吸血鬼                     | "Whoas-Feratu"                            | 2022年11月18日 |
| 3 | マイクの同窓会                   | "Reagan & Mychelle's Hive School Reunion" | 2022年11月18日 |
| 4 | 教皇なき場所にも愛はある         | "We Found Love in a Popeless Place"       | 2022年11月18日 |
| 5 | ブレットの大ブレイク             | "Brettwork"                               | 2022年11月18日 |
| 6 | ロンを好きになる病気             | "Rontagion"                               | 2022年11月18日 |
| 7 | 再起動計画                       | "Project Reboot"                          | 2022年11月18日 |
| 8 | アップルトン                     | "Appleton"                                | 2022年11月18日 |

## 日本語版制作

### パート1
- スタジオ - ポニーキャニオンエンタープライズ
- 演出 - 早川陽一
- 翻訳 - 緒方真紀
- 調整 - 平田圭
- 制作進行 - 三行ゆかり

### パート2
- スタジオ - 株式会社クープ
- 演出 - 早川陽一
- 翻訳 - 緒方真紀
- 調整 - 平田圭
- 録音 - 雷坂瑛
- 制作進行 - 中川ゆかり
- 制作アシスタント - 内田遼乃